# Sân bay Kita
Sân bay Kita (ICAO: GAKT) là một sân bay ở Kita, Mali.